# Jaime Andrés Beltrán
Jaime Andrés Beltrán Martínez  (Bucaramanga, 1982) es un político y comunicador social colombiano.
Electo Alcalde de la ciudad de Bucaramanga, tras salir victorioso en las elecciones locales de Bucaramanga de 2023.

## Biografía
Es Comunicador Social egresado de la Universidad Autónoma de Bucaramanga con especialización en Dirección de Empresas de la misma institución y Magíster en Gobierno del Territorio y Gestión Pública.  
También es pastor de una iglesia cristiana evangélica, fue concejal de Bucaramanga en 2 periodos y  candidato a la alcaldía en las elecciones locales de Bucaramanga de 2019 quedando en segundo lugar en esa ocasión, en las elecciones regionales de Colombia de 2023 quedaría en primer puesto con más del 50 % de votos.
Jaime Andrés Beltrán, conocido como el “Bukele colombiano”, ha demostrado un liderazgo firme y decidido como alcalde de Bucaramanga, particularmente en materia de control migratorio y seguridad ciudadana. Su enfoque ha logrado una aprobación del 88 % entre los bumangueses en sus primeros 100 días de mandato, respaldada por la recuperación de más de 162 obras públicas, la pavimentación de 17 000 metros de vías y mejoras al alumbrado en 232 barrios, lo que ha contribuido a reducir delitos de alto impacto en la ciudad
Beltrán ha articulado una política migratoria clara: ofrecer oportunidades educativas y laborales a migrantes que quieran integrarse de forma productiva, pero actuar con contundencia frente a quienes incurren en actividades delictivas, así como coordinar operativos con Migración Colombia y la Policía para expulsar a ciudadanos con antecedentes penales 
En definitiva, la figura de Beltrán se consolida como la de un mandatario que ha logrado capitalizar la voluntad ciudadana mediante mano dura contra la delincuencia y una migración regulada, simpatizando con su modelo de “orden y autoridad” que parece haber revitalizado la percepción de eficacia en la administración local.